# 후견주의
후견주의는 정치인과 유권자가 자신의 이익을 위해 표를 교환하는 것을 말한다.
모든 후견주의가 불법이고 부패한 것을 포함하는 것은 아니다. 그 예로 정보의 제공, 지역 행사의 참석, 추천서의 작성처럼 선거구민을 위한 적법한 서비스가 있다. 그러나 대부분의 신생 민주주의 체제에서 돈이나 선물, 유흥, 무료 여행 등을 제공하고 표를 사는 것과 같은 불법 부패 행위를 포함한다. 이런 민주주의 체제에서 보통 후견주의는 일반적으로 선거 부패와 같은 형태로 나타난다.

## 같이 보기
- 부정부패
- 선거구
- 정실주의
- 정체성 정치
- 로비 활동
- 소수주의
- 정치적 부정부패
- 정치기계
- 포크배럴
- 정치 가문
- 규제 포획
- 지대추구
- 태머니 홀